# Lucas Tousart
Lucas Simon Pierre Tousart (Arrás, Paso de Calais, Francia, 29 de abril de 1997) es un futbolista francés. Juega de centrocampista y su equipo es el F. C. Union Berlin de la Bundesliga de Alemania.

## Selección nacional

### Trayectoria
Ha sido internacional con la selección de Francia en la categoría sub-19, sub-20 y sub-21.
Fue convocado por primera vez luego de tener minutos en la Ligue 2 con su club, el entrenador Patrick Gonfalone lo citó para jugar la Ronda Élite del Campeonato Europeo Sub-19 de 2015, a pesar de dar un año de ventaja con la edad.
Debutó con la selección el 26 de marzo de 2015, ingresó en el último minutos del primer partido del grupo contra Azerbaiyán y ganaron 2 a 0. Lucas jugó su primer partido con 17 años y 331 días, utilizó la camiseta número 6. En el segundo partido, fue titular para enfrentar a Dinamarca, selección a la que derrotaron 2 a 0. El último partido fue contra Inglaterra, ingresó para jugar los segundos 45 minutos y ganaron 2 a 1, se enfrentó a jugadores como Isaiah Brown, Ruben Loftus-Cheek, Joe Gomez y Patrick Roberts.
Francia clasificó con puntaje ideal a la fase final del campeonato.
Para la fecha FIFA de junio, fue convocado para jugar un amistoso contra la República Democrática del Congo. El partido se jugó el 23 de junio, Lucas ingresó en el segundo tiempo y ganaron 2 a 0.
El entrenador Gonfalone lo confirmó para jugar el Campeonato de Europa Sub-19 de la UEFA 2015 en Grecia. 
Jugó como titular los dos primeros partidos del grupo, contra Austria y Ucrania, selecciones a las que derrotaron 1 a 0 y 3 a 1 respectivamente. En el último partido, contra el local Grecia, no tuvo minutos y ganaron 2 a 0.
Se enfrentaron a España en la semifinal, pero Tousart estuvo en el banco de suplentes, ingresó al minuto 88 y perdieron 2 a 0. Fueron eliminados y finalmente los españoles se coronaron campeones.
En su primera temporada con la sub-19 francesa, compartió plantel con jugadores como Kingsley Coman, Lucas Hernández, Abdou Diallo, Moussa Dembélé y Maxwel Cornet.
Para el siguiente campeonato sub-19, asumió el entrenador Ludovic Batelli.
Volvió a ser convocado en la fecha FIFA de noviembre, para jugar un cuadrangular amistoso en Alemania.
El 13 de noviembre de 2015, debutó en su segundo ciclo con la sub-19, fue titular y capitán por primera vez, se enfrentaron a Serbia y empataron 1 a 1. En el segundo encuentro, fue suplente e ingresó al minuto 80 para jugar contra Suecia, empataron 1 a 1. Finalmente jugaron contra el local, Alemania, Lucas jugó su décmido partido con Francia, fue el capitán y perdieron 3 a 2.
Su siguiente participación fue en la Ronda Élite del Campeonato Europeo Sub-19 de 2016. Quedaron en el grupo 7, junto a Montenegro, Dinamarca y Serbia.
Tousart fue titular y capitán en cada encuentro, ganaron los 3 y clasificaron a la fase final con puntaje ideal.
En el mes de mayo, el entrenador lo convocó para jugar la Suwon Cup JS en Corea del Sur.
El 18 de mayo de 2016, se enfrentaron a Japón y ganaron 3 a 1. Luego, su rival fue la selección local, Francia perdió 1 a 0. El último partido, se jugó el 22 de mayo, Lucas se enfrentó a una selección sudamericana por primera vez, Brasil, conjunto que se impuso a los europeos por 2 a 1. Tousart jugó los 3 partidos como titular.
Fue confirmado por el entrenador Batelli para jugar el Campeonato de Europa Sub-19 de la UEFA 2016 en Alemania.
El 12 de julio, debutó como capitán en una competición oficial, fue contra Inglaterra en el primer encuentro del grupo, pero perdieron 2 a 1. En el segundo partido, se enfrentaron a Croacia, tuvo como rival a Andrija Balić pero se impusieron y lograron el triunfo 2 a 0. Finalmente, cerraron el grupo contra Países Bajos, selección a la que vencieron 5 a 1, que contaba con jugadores como Abdelhak Nouri, Steven Bergwijn y Hidde ter Avest.
Clasificaron a la semifinal como segundos del grupo. Se cruzaron con Portugal, los lusos anotaron un gol al minuto 3, pero los galos dieron vuelta el marcador y ganaron 3 a 1.
El partido por el título, se jugó el 24 de julio de 2016, en el Rhein-Neckar-Arena ante más de 25.100 espectadores, tuvieron como rival a Italia, la única selección que no había perdido partido alguno desde la primera ronda hasta la final. Desde el minuto 6, con una anotación de su compañero Jean-Kévin Augustin, se pusieron en ventaja, llegó otro gol al minuto 19, Blas puso el 2 a 0 parcial, resultado con el que terminó el primer tiempo. En la segunda mitad, se mantuvo el marcador y al minuto 82, Tousart anotó su primer gol con la selección, finalmente Issa Diop sentenció el encuentro con otro tanto. Francia derrotó a Italia 4 a 0 y se coronaron campeones del torneo por tercera vez en su historia. Luego del encuentro declaró:

«Es un sueño cómo hemos logrado este torneo. Esperábamos mucho cuando vinimos aquí y la derrota ante Inglaterra fue muy decepcionante. Aprendimos lo necesario de ese partido. Nuestro primer gol en la final sirvió para darnos cuenta que no recibiríamos, no dimos oportunidades a Italia. Lo gestionamos.

En ataque hemos hecho un gran torneo. No es una coincidencia que hayamos marcado más goles que el resto [15]. Estuvimos muy acertados arriba.

Ahora estoy feliz y muy orgulloso. Hemos trabajado duro durante dos años, todos nosotros y juntos, y ahora tenemos nuestra recompensa.»

Lucas jugó todos los partidos como titular y capitán, además clasificaron a la Copa Mundial Sub-20 de 2017.
Su siguiente participación con la selección fue el 3 de septiembre, en un amistoso contra Japón, ya con el proceso de la sub-20 iniciado, Lucas se despachó con un doblete y ganaron 4 a 1.

### Participaciones en juveniles
| Competición                                                     | Sede     | Resultado     | Partidos | Goles |
| --------------------------------------------------------------- | -------- | ------------- | -------- | ----- |
| Ronda Élite para el Campeonato de Europa Sub-19 de la UEFA 2015 | Francia  | Clasificó     | 3        | 0     |
| Campeonato de Europa Sub-19 de la UEFA 2015                     | Grecia   | Tercer puesto | 3        | 0     |
| Ronda Élite para el Campeonato de Europa Sub-19 de la UEFA 2016 | Serbia   | Clasificó     | 3        | 0     |
| Campeonato de Europa Sub-19 de la UEFA 2016                     | Alemania | Campeón       | 5        | 1     |

## Estadísticas

### Clubes
Actualizado al 17 de mayo de 2025.
| Valenciennes F. C. Francia | 2.ª           | 2014-15       | 17  | 0  | 1  | 0 | —  | — | 18  | 0  |
| Valenciennes F. C. Francia | 2.ª           | 2015-16       | 1   | 0  | 0  | 0 | —  | — | 1   | 0  |
| Valenciennes F. C. Francia | Total club    | Total club    | 18  | 0  | 1  | 0 | 0  | 0 | 19  | 0  |
| Olympique de Lyon Francia | 1.ª           | 2015-16       | 1   | 0  | 0  | 0 | 0  | 0 | 1   | 0  |
| Olympique de Lyon Francia | 1.ª           | 2016-17       | 22  | 1  | 3  | 0 | 8  | 1 | 33  | 2  |
| Olympique de Lyon Francia | 1.ª           | 2017-18       | 37  | 0  | 4  | 0 | 9  | 0 | 50  | 0  |
| Olympique de Lyon Francia | 1.ª           | 2018-19       | 30  | 0  | 5  | 0 | 7  | 1 | 42  | 1  |
| Olympique de Lyon Francia | 1.ª           | 2019-20       | 24  | 2  | 8  | 0 | 7  | 1 | 39  | 3  |
| Olympique de Lyon Francia | Total club    | Total club    | 114 | 3  | 20 | 0 | 31 | 3 | 165 | 6  |
| Hertha de Berlín · Alemania | 1.ª           | 2020-21       | 26  | 1  | 1  | 0 | —  | — | 27  | 1  |
| Hertha de Berlín · Alemania | 1.ª           | 2021-22       | 32  | 2  | 3  | 0 | —  | — | 35  | 2  |
| Hertha de Berlín · Alemania | 1.ª           | 2022-23       | 33  | 5  | 1  | 1 | —  | — | 34  | 6  |
| Hertha de Berlín · Alemania | Total club    | Total club    | 91  | 8  | 5  | 1 | 0  | 0 | 96  | 9  |
| F. C. Union Berlin · Alemania | 1.ª           | 2023-24       | 23  | 0  | 1  | 0 | 5  | 0 | 29  | 0  |
| F. C. Union Berlin · Alemania | 1.ª           | 2024-25       | 15  | 0  | 1  | 0 | —  | — | 16  | 0  |
| F. C. Union Berlin · Alemania | Total club    | Total club    | 38  | 0  | 2  | 0 | 5  | 0 | 45  | 0  |
| Total carrera | Total carrera | Total carrera | 261 | 11 | 28 | 1 | 36 | 3 | 325 | 15 |
| (1)Incluidos los datos de la Copa de Francia (2014-15, 2016-17, 2017-18, 2018-19) y Copa de la Liga de Francia (2016-17, 2018-19) (2)Incluidos los datos de la Liga de Campeones de la UEFA y Liga Europa de la UEFA |               |               |     |    |    |   |    |   |     |    |

### Selecciones
Actualizado al 3 de septiembre de 2016.
Último partido citado: Francia 4 - 1 Japón
| Sub-19 Francia                                                    | 2014-15       | 6  | 0 | - | - | 1 | 0 | 7  | 0 |
| Sub-19 Francia                                                    | 2015-16       | 8  | 1 | - | - | 6 | 0 | 14 | 1 |
| Sub-19 Francia                                                    | Total sel.    | 14 | 1 | - | - | 7 | 0 | 21 | 1 |
| Sub-20 Francia                                                    | 2016-17       | 0  | 0 | - | - | 1 | 2 | 1  | 2 |
| Sub-20 Francia                                                    | Total sel.    | 0  | 0 | - | - | 1 | 2 | 1  | 2 |
| Total carrera                                                     | Total carrera | 14 | 1 | - | - | 8 | 2 | 22 | 3 |
| (1)Incluidos los datos del Campeonato Europeo Sub-19 (2015, 2016) |               |    |   |   |   |   |   |    |   |

### Resumen estadístico
|                             | Partidos | Goles | Promedio |
| --------------------------- | -------- | ----- | -------- |
| Liga                        | 24       | 0     | 0,00     |
| Copas nacionales            | 1        | 0     | 0,00     |
| Copas internacionales       | 1        | 0     | 0,00     |
| Selección de Francia sub-19 | 21       | 1     | 0,04     |
| Selección de Francia sub-20 | 1        | 2     | 2,00     |
| Total                       | 48       | 3     | 0,06     |

## Palmarés

### Títulos internacionales
| Título                                 | Equipo               | País     | Año  |
| -------------------------------------- | -------------------- | -------- | ---- |
| Campeonato de Europa Sub-19 de la UEFA | Selección de Francia | Alemania | 2016 |

### Distinciones individuales
| Distinción                                                             | Año  |
| ---------------------------------------------------------------------- | ---- |
| Parte del Equipo del Torneo del Campeonato de Europa Sub-19 de la UEFA | 2016 |
| Joven de la semana para UEFA.com (mes de octubre, semana #1)           | 2016 |